# 미노와촌 (미에현)
미노와촌(일본어: 箕曲村)은 일본 미에현 나가군에 있던 촌이다. 현재의 나바리시에 해당한다.

## 역사

### 미노와촌 (제1차)
- 1889년 4월 1일 - 정촌제 시행으로, 나바리군 미노와촌(箕曲村)이 발족.
- 1896년 4월 1일 - 나가군 소속으로 변경.
- 1942년 5월 5일 - 나바리정에 편입. 미노와촌은 폐지.

### 미노와촌 (제2차)
- 1949년 8월 1일 - 나바리정의 일부가 분리되어 미노와촌(箕曲村)이 발족.
- 1954년 3월 31일 - 나바리정·다키가와촌·구니쓰촌과 합병하여 나바리시가 발족, 미노와촌은 폐지.

## 교통

### 철도
구촌 지역을 간사이 급행철도(현 긴키일본철도) 오사카선이 지나갔지만 역은 존재하지 않았다.

## 참고문헌
- 가도카와 일본 지명 대사전 24 三重県
- 毎日新聞三重版「発見！三重の歴史」連載 「地方自治への熱い期待－箕曲村の分村と住民投票」